# 地図 (KATSUMIの曲)
「地図」（ちず）は、KATSUMIの20枚目のシングル。

## 解説
1997年第3弾シングル。
オリジナル・アルバム未収録楽曲。

## 収録曲
作詞・作曲：KATSUMI／編曲：寺田創一
1. 地図
2. Don't let go
3. 地図 （Instrumental）